# Aistulf al longobarzilor

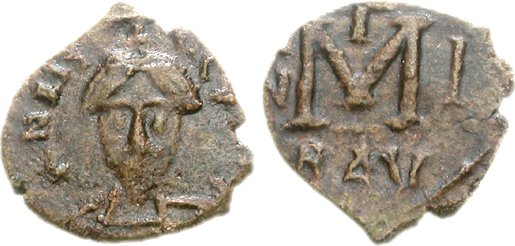
Un follis emis de Aistulf

Aistulf (n.  ?, Cividale del Friuli, Friuli-Veneția Giulia, Italia – d. decembrie 756 d.Hr., Pavia, Ducatul Milanului) a fost un conducător al longobarzilor, fiind duce de Friuli de la 744, rege al longobarzilor de la 749 și duce de Spoleto de la 751.
Aistulf a fost fiul ducelui Pemmo de Friuli. După ce fratele său Ratchis a devenit rege al longobarzilor, Aistulf i-a succedat acestuia în ducatul de Friuli. Mai târziu, i-a succedat lui Ratchis și ca rege, atunci când acesta a părăsit puterea pentru a se retrage la mănăstire. 
Aistulf a continuat politica de expansiune și a întreprins raiduri împotriva papilor de la Roma și a bizantinilor din Exarhatul de Ravenna. În 751, el a reușit să cucerească însăși Ravenna și chiar amenința Roma, revendicând o taxă per capita. El a mai cucerit Istria de la bizantini, în același an.
Puternic deranjați de aceasta și mai ales alarmați, și totodată fiind lipsiți de speranța unui ajutor din partea Bizanțului, papii au recurs la sprijinul carolingienilor, pe atunci doar majordomi în Austrasia, dar conducători efectivi ai statului francilor. Astfel, în 741, papa Grigore al III-lea l-a rugat pe Charles Martel să intervină, însă acesta era, la acel moment, ocupat cu alte chestiuni și a refuzat să îi atace pe longobarzi. În 753, papa Ștefan al II-lea l-a vizitat, la rândul său, pe fiul lui Carol Martel, Pepin cel Scurt, care fusese proclamat rege al francilor din 751 cu consimțământul papei Zaharia. Simțindu-se dator față de papă pentru încoronarea sa, Pepin a traversat Alpii, l-a înfrânt pe Aistulf și i-a acordat papei teritoriile pe care Aistulf le smulsese de la ducatus Romanus, pe cele din (Emilia-Romagna și pe cele din Ducatul de Pentapolis).
Aistulf a murit în 756, în timpul unei vânători. El a fost succedat de Desiderius ca rege al longobarzilor și de Alboin ca duce de Spoleto. El a oferit Friuli cumnatului său Anselm, abate de Nonantula, cu a cărui soție, Gisaltruda, se căsătorise, atunci când succedase ca rege în 749.